# Neophasia menapia
Neophasia menapia is een vlindersoort uit de familie van de Pieridae (witjes), onderfamilie Pierinae.
Neophasia menapia werd in 1859 beschreven door C. & R. Felder.